# Yermolayev Yer-2
El Yermolayev Yer-2 fue un bombardero medio de largo alcance soviético utilizado durante la Segunda Guerra Mundial. Fue desarrollado a partir del prototipo del bimotor civil Stal-7. Después de la Operación Barbarroja  la noche del 11 de agosto de 1941, fue utilizado para realizar uno de los primeros ataques aéreos soviéticos a Berlín.
La producción finalizó en agosto de 1941 para permitir que la fábrica se concentrara en la construcción de los aviones de ataque a tierra Ilyushin Il-2 Shturmovik de mayor prioridad; la producción se reinició a finales de 1943, esta vez, propulsado con el nuevo motor diésel para aeronaves de bajo consumo Charomskiy ACh-30B.
Aunque fue diseñado como un bombardero medio de largo alcance, voló en misiones tácticas de ataque a tierra durante la Batalla de Moscú sufriendo grandes pérdidas. Los supervivientes volaron, en cantidades cada vez menores, hasta agosto de 1943, cuando los últimos ejemplares fueron trasladados a las escuelas de vuelo. Sin embargo, el reinicio de la producción en 1943 permitió que el avión reanudara las operaciones de combate en abril de 1945. El Yer-2 permaneció en servicio con la Aviación de Largo Alcance (ADD) hasta que fue reemplazado por bombarderos cuatrimotores como el Túpolev Tu-4 a finales de la década de 1940.

## Historia, diseño y desarrollo
El diseñador aeronáutico y científico de origen húngaro Roberto Bartini había diseñado y construido el avión de pasajeros Stal-7 mientras era el diseñador jefe de la ZOK NII GVF – Zavod Opytnykh Konstrooktsiy Naoochno-Issledovatel'skogo Institoota Grazhdanskogo Vozdooshnogo Flota — ("Fábrica de Construcciones Especiales del Instituto de Pruebas Científicas para la Flota Aérea Civil"). El rendimiento del Stal-7 - que a pesar del nombre (ruso: Stal - Acero), al parecer había sido influenciado por ciertas consideraciones políticas, ya que  muchos de los componentes de la aeronave no eran de acero; el fuselaje semi-monocasco estaba completamente revestido de duraluminio, y el revestimiento de las alas y la cola eran de percal - fue excepcional, en particular, con respecto a su carga útil; con el peso bruto de sobrecarga, más del 56 % del peso total era carga útil. Durante las pruebas de vuelo con el peso total máximo, el prototipo se estrelló al despegar a principios de 1938. Ese año, Bartini fue arrestado por el NKVD acusado de ser un "enemigo del pueblo" y "un espía de la Italia fascista". Fue condenado extrajudicialmente por una troika, recibiendo una sentencia de 10 años de prisión. Durante su encarcelamiento, Bartini continuó su trabajo en el diseño de nuevos aviones, primero en el Sharashka TsKB-29, una oficina de diseño de aviones experimentales de la NKVD en Moscú. Durante la invasión alemana de la Unión Soviética , el TsKB-29 se trasladó a la ciudad a Omsk , Siberia, donde Bartini dirigió su propia oficina de diseño, la OKB-86.

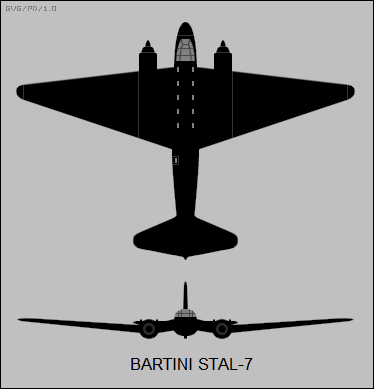
260px Bartini/Stal-7

El Stal-7 permaneció sin reparar hasta que el ingeniero y diseñador Vladimir Yermolaev fue nombrado diseñador jefe de la OKB-240 después del arresto de Bartini, con la tarea de transformar el diseño del Stal-7 en un bombardero de largo alcance, una tarea en la que ayudó el hecho de que Bartini había reservado suficiente espacio en el fuselaje para poder instalar una bahía de bombas. Después de ser reparado, el Stal-7 continuó con el programa de pruebas de vuelo, incluido un vuelo sin escalas que batió récords el 28 de agosto de 1939 cuando voló la ruta Moscú-Sverdlovsk-Sebastopol-Moscú; una distancia de 5086 km a una velocidad media de 405 km/h.
El diseño preliminar del denominado inicialmente DB-240 (en ruso: ДБ-240 - dahl'niy bombardirovschik 240 o Bombardero de largo alcance 240) se completó a principios de 1939 y la construcción de dos prototipos comenzó en julio. El DB-240 conservó poco de su antigua configuración, aparte del diseño general del Stal-7, ya que la estructura se rediseñó casi por completo. La cabina del piloto se desplazó hacia babor para mejorar su visión hacia abajo y el navegante/bombardero se ubicó en la proa ampliamente acristalada provista con una ametralladora ShKAS cal. 7,62 mm; el operador de radio debajo y a estribor del piloto y el artillero dorsal en una torreta parcialmente retráctil armada con una ametralladora Berezin UBT cal. 12,7 mm . Se instaló otra ShKAS en una escotilla ventral. Podía transportar hasta 2000 kg de bombas en la bahía interior y dos de 500 kg externamente. Sus depósitos contaban con una capacidad de hasta 4600 kg de combustible
El DB-240 había sido diseñado para ser propulsado por los motores V12 experimentales Klimov VK-106; sin embargo, tuvo que ser sustituido por el motor Klimov M-105 menos potente porque, el VK-106 no llegó a estar disponible.
El prototipo DB-240 voló por primera vez el 14 de mayo de 1940, comenzando sus pruebas de aceptación el 27 de septiembre de 1940. Los menos potentes motores M-105 impidieron que el DB-240 alcanzara el rendimiento diseñado; sólo podía alcanzar los 445 km/h a 4250 m en lugar de los esperados 500 km/h a 6000 m. Su armamento defensivo también se consideró inadecuado y otros problemas fueron su carrera de despegue excesivamente larga y diversos defectos en el motor. Aun así, estos no compensaron negativamente en su capacidad para transportar una pesada carga de bombas y su gran autonomía (4100 km) transportando 1000 kg de bombas. Se ordenó su producción en la Fábrica de Aviación No. 18, en Vorónezh como Yermolayev Yer-2.
La fabricación comenzó en marzo de 1941, con aproximadamente 50 aviones entregados el 22 de junio de 1941. Estos aviones eran de 5 a 8 km/h más lentos que el prototipo y su peso normal aumentó en 1220 kg llegando hasta los 12520 kg. La producción finalizó en agosto de 1941 con sólo 128 construidos para permitir que la fábrica se concentrara en el montaje del avión de ataque terrestre Ilyushin Il-2 de mayor prioridad.
Se modificó un Yer-2 con los motores experimentales Mikulin AM-37, un tren de aterrizaje reforzado, asientos blindados para el navegante y el artillero, y ametralladoras UBT de 12,7 mm en lugar de sus armas ShKAS originales. Voló por primera vez en julio de 1941 y pudo alcanzar los 505 km/h a 6000 m, pero el alcance se redujo a 3500 km con 1000 kg de bombas. Un problema significativo con esta versión fue el excesivo recorrido de despegue que dificulto las operaciones desde pistas de aterrizaje de hierba. Sin embargo, el motor no era confiable y tenía problemas de enfriamiento que la OKB Mikulin OKB no consiguió resolver, por lo que se canceló en octubre cuando la fábrica se vio obligada a evacuar Moscú por el avance alemán.
El motor diésel sobrealimentado Charomskiy M-40F de 1500 hp (1100 kW) también se evaluó en un Yer-2 en 1941. Este motor, como todos los diésel, ofrecía un consumo de combustible muy reducido en comparación con un motor de gasolina estándar, pero con una gran penalización en peso. Estos motores aumentaron el peso bruto de despegue a 13500 kg, lo que requirió reforzar el tren de aterrizaje y aumentar el área del ala para mantener la misma carga alar. El avión con motor M-40F alcanzó una velocidad máxima de 430 km/h a 6050 m. Sin embargo, el proyecto fue cancelado; entre otros motivos, por la tendencia de est5os motores a "cortarse" a gran altura dado que la alimentación de combustible controlada manualmente dependía de que se mantuviera una cierta velocidad del motor y solo podía reiniciarse a unos 1500 m.
La combinación de avión/motor tenía suficiente potencial para que el trabajo de desarrollo continuara utilizando el motor diésel Charomskiy ACh-30B estrechamente relacionado con el M-40, pero más maduro. La cabina se modificó para acomodar a dos pilotos uno al lado del otro y se aumentaron las áreas del ala y del plano de cola. La ametralladora UBT de 12,7 mm en la torreta dorsal fue reemplazada por un cañón ShVAK de 20 mm y las ametralladoras ShKAS frontal y ventral se cambiaron por ametralladoras UBT de 12,7 mm. Se podían transportar hasta 5460 kg de combustible. El Yer-2/ACh-30B se puso en producción en la Fábrica No. 39 en Irkutsk a finales de 1943 y el primer avión de producción se sometió a sus pruebas de aceptación estatal al mes siguiente. Algunos aviones excedentes se convirtieron en transportes VIP Yer-2ON.

## Historia operacional
El Yer-2 no había entrado en servicio cuando el Ejército alemán atacó el 22 de junio de 1941, pero, los Regimientos de Bombarderos de Largo Alcance 420 y 421 (en ruso : Dahl'niy Bombardirovchnyy Aviapolk —DBAP) pertenecientes a la ADD (en ruso: Aviahtsiya Dahl'nevo Deystviya — Aviación de largo alcance), se formaron poco después. Sin embargo, ninguno de los regimientos realizó ninguna misión operativa hasta más tarde, en el verano. En la tarde del 10 de agosto, los Yer-2 del 420 DBAP, acompañados por cinco cuatrimotores Petliakov Pe-8 de la 432 DBAP, despegaron desde el aeródromo de Pushkino; su misión era la de  bombardear Berlín. El aeródromo tenía una pista demasiado corta para permitir el despegue de un Yer-2 completamente cargado, pero, aun así, tres bombarderos lograron despegar. Dos lograron bombardear Berlín o sus alrededores, pero solo uno regresó con éxito; el otro fue derribado por el "fuego amigo" de un Polikarpov I-16 cuando volvió a ingresar al espacio aéreo soviético y el tercer avión desapareció. Entre las acciones más destacadas se encontraron los bombardeos a posiciones alemanas en Minsk, Vitebsk, Veliki Nóvgorod, Smolensk y Pólotsk. Tres tripulaciones del 420 DBAP bombardearon Königsberg durante las noches del 28 al 29 de agosto y del 30 de agosto al 1 de septiembre desde el aeropuerto de Rámenskoye, al sureste de Moscú.
El 1 de octubre de 1941, 63 Yer-2 estaban en servicio, pero solo 34 estaban en condiciones operativas. El 420 DBAP había realizado 154 salidas a principios de noviembre (6 en agosto, 81 en septiembre, 67 en octubre) y había perdido 30 de sus 40 aviones. Más de la mitad de estos (19) se debieron a pérdidas no relacionadas con el combate. Las pérdidas fueron extremadamente altas durante el otoño y el invierno, ya que se utilizaron de manera inadecuada contra objetivos tácticos alemanes de primera línea durante la Batalla de Moscú volando a baja altitud, por lo que solo doce estaban en servicio el 18 de marzo de 1942. El 4 de agosto de 1942, el 747 DBAP solo tenía diez Yer-2 operativos que se usaron brevemente durante la Batalla de Stalingrado. Los supervivientes volaron, en números cada vez más reducidos hasta agosto de 1943, cuando los dos últimos aviones fueron transferidos al 2º Regimiento de la Guardia DBAP y 747 DBAP.
El Yer-2 como se ha comentado se puso nuevamente en producción en diciembre de 1943, pero ninguno de los nuevos bombarderos fue enviado a las unidades de combate antes del 1 de junio de 1944. Sin embargo, 42 estaban en servicio el 1 de enero de 1945 y 101 el 10 de mayo de 1945 después de la guerra. La primera misión de combate emprendida por los Yer-2 después de que fueran de nuevo construidos fue una incursión contra Königsberg el 7 de abril de 1945 por los Regimientos 327 y 329 (en ruso : Bombardirovchnyy Aviatsionyy Polk). Permaneció en servicio en unidades de la Aviación de Largo Alcance hasta que fue reemplazado por bombarderos cuatrimotores como el Túpolev Tu-4 a finales de la década de 1940.

## Versiones
B-240
Designación original de los dos prototipos con motores Klimov M-105 de 1050 hp (780 kW). Cambiada más tarde a Yer-2 siguiendo el sistema de designación adoptado por la VVS soviética. El primer vuelo tuvo lugar el 14 de mayo de 1940.
Yer-2 M-105
Versión inicial de producción concebida como bombardero nocturno con planta motriz Klimov M-105 / M-105R de 1100 hp (820 kW). El armamento estaba compuesto por dos ametralladoras ShKAS cal. 7,62 mm y una Berezin UBT cal. 12,7 mm. Producidos 128 ejemplares.
Yer-2/AM-37
Un avión rediseñado con dos  motores prototipo Mikulin AM-37 de 1500 hp (1119 kW); el más rápidos de todos los Yer-2.
Yer-2/M-40F
Primer Yer-2 con motor diésel, con alas modificadas. Un ejemplar convertido con dos motores diésel Charomskiy M-40F de 1500 hp.
Yer-2 ACh-30B
Versión de largo alcance con motores diésel Charomsky ACh-30B de 1500 hp; utilizados como bombarderos nocturnos. Cabina modificada, tren reforzado, bodega de bombas agrandada y un cañón automático ShVAK cal. 20 mm en lugar de la UBT cal. 12,7 mm. Producidos más de 300 ejemplares.
Yer-2ON
Dos aviones de la línea de producción Yer-2/ACh-30B  modificados como (ruso:Osobogo Naznachyeniya - Asignación especial) con una cabina VIP de 12 plazas, equipo militar retirado y tanques de combustible adicionales en la bodega de bombas; un tercer avión se convirtió a partir de un Yer-2 M-105 y se usó para vuelos de enlace entre la planta de Irkutsk y Moscú.
Yer-2N
Ejemplar modificado como banco de pruebas del pulsorreactor Chelomey D-3
Yer-2/MB-100
Avión de producción utilizado como banco de pruebas del motor Dobrotvorskii MB-100 de 3200 hp al despegue y 2400 hp (1600 kW) en vuelo en 1945
Yer-4
La iteración final de la serie Yer-2 fue un avión de producción de 1941 rediseñado con motores ACh-30BF una versión mejorada del ACh-30B.con una potencia de 1900 hp (1400 kW) y redesignado como Yer-4. Tenía una envergadura ligeramente mayor, mayor peso de despegue y armamento mejorado. El prototipo se probó en diciembre de 1943, pero no entró en producción.

## Especificaciones técnicas (Yer-2 primera serie)
Referencia datos: Enciclopedia Ilustrada de la Aviación, Vol. 12 págs. 3116-17, Editorial Delta Barcelona 1982 ISBN 84-7598-020-1

### Características generales
- Tripulación: 4
- Longitud: 16,34 m
- Envergadura: 23,00 m
- Altura: 4,82 m
- Superficie alar: 72,10 m²
- Peso cargado: 6500 kg
- Peso máximo al despegue: 11 300-13 700 kg
- Planta motriz: 2× Klimov M-105 / M-105R, V12 refrigerados por líquido.
  - Potencia: 770 kW (1062 HP; 1047 CV) cada uno.

### Rendimiento
- Velocidad nunca excedida (Vne): 445 km/h
- Velocidad crucero (Vc):  380 km/h
- Alcance: 4000 km
- Techo de vuelo: 7500 m
- Régimen de ascenso: 330 m/min
- Carga alar: 166 kg/m²
- Potencia/peso: 0,14 kW/kg

### Armamento
- Ametralladoras: 3× 1 Berezin UBT cal. 12,7 mm / 2 ShKAS cal. 7,62 mm
- Bombas: hasta 5000 kg